# Château Frontenac
El Château Frontenac es un hotel histórico de estilo château situado en la ciudad de Quebec, (provincia de Quebec, Canadá). Está situado en el Centro histórico de Quebec, dentro de la Ciudad Alta del distrito histórico, en el lado sur de la Plaza de Armas. 
El Hotel fue diseñado por Bruce Price, construido por la compañía Canadian Pacific Railway y actualmente está gestionado por Fairmont Hotels and Resorts. Fue designado Sitio Histórico Nacional de Canadá en 1981.

## Historia

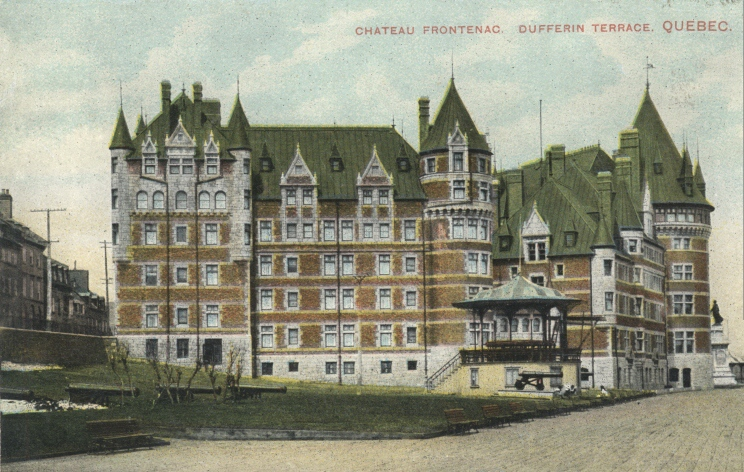
El hotel en 1910, antes de la construcción de la torre central.

Diseñado por el arquitecto Bruce Price, el castillo fue uno de una serie de hoteles estilo “château” construidos por la compañía Canadian Pacific Railway a finales del siglo XIX y comienzos del siglo XX. Abrió en 1893, cinco años después de su hotel hermano, el “Banff Springs”. La compañía de ferrocarriles pensaba de esta forma entusiasmar a viajeros pudientes y promover el turismo de lujo en sus trenes.
Desde su finalización, el hotel ha sido objeto de varias ampliaciones y renovaciones importantes dirigidas por varios arquitectos y estudios de arquitectura diferentes. William Sutherland Maxwell dirigió dos grandes expansiones del hotel, una en 1908–09 y otra en 1920–24 (codirigida con su hermano, Edward Maxwell). 
Los Aliados de la Segunda Guerra Mundial se reunieron durante la Primera y Segunda Conferencia de Quebec (en 1943 y 1944 respectivamente). Durante estas conferencias, funcionarios como el presidente estadounidense Franklin Delano Roosevelt, el primer ministro británico Winston Churchill y el primer ministro canadiense William Lyon Mackenzie King, discutieron la estrategia para la Segunda Guerra Mundial.
En 1953, este hotel fue utilizado como lugar de rodaje de la escena final de la película I Confess de Alfred Hitchcock, con Montgomery Clift y Anne Baxter.
Las renovaciones arquitectónicas en la década de 1990 fueron dirigidas por Arcop, una firma de arquitectos con sede en Montreal. El hotel fue ampliado nuevamente en 1993, con la adición de una nueva ala. 
En 2011, el hotel fue vendido a Ivanhoé Cambridge. Poco después de adquirir el hotel, Ivanhoé Cambridge anunció una inversión de 9 millones de dólares para la restauración del trabajo de mampostería del edificio y el reemplazo de los techos de cobre.

## Arquitectura
Muchos de sus elementos son típicos del estilo de los castillos franceses, como el empinado tejado, enormes torres y torreones circulares y poligonales, gabletes y buhardillas adornados, altas chimeneas, la fila de falsas almenas por encima de las ventanas del tercer piso y materiales de alta calidad.
La arquitectura general de la torre principal del castillo de Frontenac es muy similar a la del castillo de la Isla Savary, ubicada en el municipio de Clion-sur-Indre (Francia), donde Louis de Buade era uno de los propietarios.
El estilo arquitectónico de château utilizado en todo el hotel serviría más tarde como modelo para otros grandes hoteles ferroviarios canadienses erigidos a finales del siglo XIX y principios del XX. El diseño de la torre con forma de fortaleza central se deriva de los castillos medievales que se encuentran en todo el Valle del Loira en Francia. Los elementos de estilo château incluyen el perfil asimétrico del hotel, con techos inclinados, torres y torrecillas circulares y poligonales masivas, frontones y buhardillas ornamentados y chimeneas altas. La base exterior del hotel está hecha en gran parte de sillar de piedra gris, con armazón de acero que recorre todo el edificio, revestimiento de ladrillo Glenboig. Los materiales que componen el interior del edificio incluyen paneles de caoba, escaleras de mármol, piedra tallada, hierro forjado y rondas de vidrio. Sin embargo, a diferencia de los otros edificios de estilo château que se encuentran en Francia, el Château Frontenac no utilizó elementos de la arquitectura italiana, sino que puso un mayor énfasis en los elementos neogóticos. El hotel también extrae ciertos elementos del estilo arquitectónico victoriano, con ricas superficies policromáticas en todo su exterior.
El acceso a la entrada principal del hotel está marcado por varias puertas cocheras con grandes buhardillas y una cúpula. La puerta cochera conduce a los huéspedes al patio central del hotel, así como a la entrada al vestíbulo principal del hotel.
Después de la adición de la torre más alta en 1924, el hotel se convirtió en el edificio más alto de la ciudad de Quebec. Siguió siendo el edificio más alto de la ciudad hasta 1930, cuando se completó el Edificio Price, al noreste del hotel. Aunque varios edificios de la ciudad de Quebec son más altos, el hotel sigue ocupando una posición destacada en el horizonte de la ciudad, ya que está encaramado sobre un alto cabo con vistas al río San Lorenzo.

## Turismo
El castillo lleva el epíteto de "el hotel más fotografiado en el mundo". También es uno de los monumentos relacionados con la ciudad de Quebec y Quebec en su conjunto. De acuerdo con la Guía Michelin, los mejores miradores para ver el castillo son la terraza de Lévis, la Ciudadela de Quebec o el Observatorio de la Capital, que se encuentra en el piso 31 del edificio Marie-Guyart.

## En la cultura popular
A lo largo de su historia ha acogido a multitud de personalidades e incluso ha servido como localización cinematográfica en la película Yo confieso, dirigida en 1953 por Alfred Hitchcock e interpretada por Montgomery Clift y Anne Baxter. El hotel apareció en la serie dramática coreana de 2016 Goblin. 

## Galería de imágenes

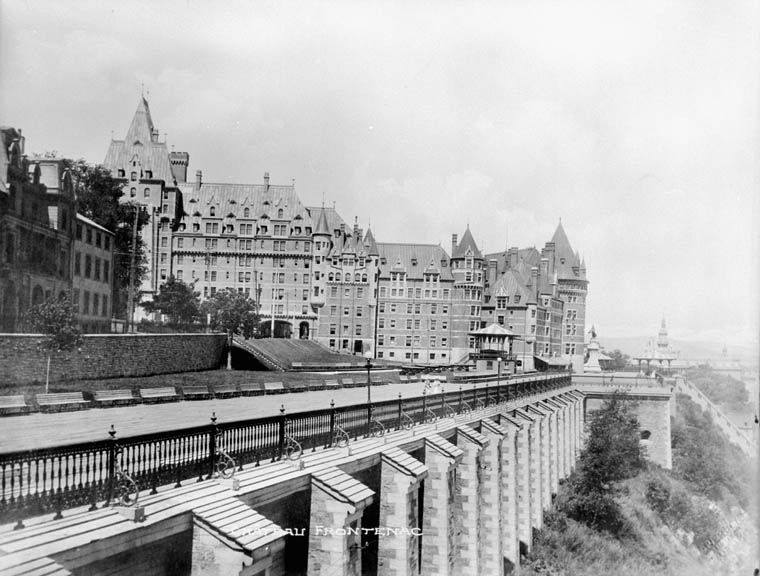
El castillo en el periodo 1908-1925, antes de la construcción de la torre central.
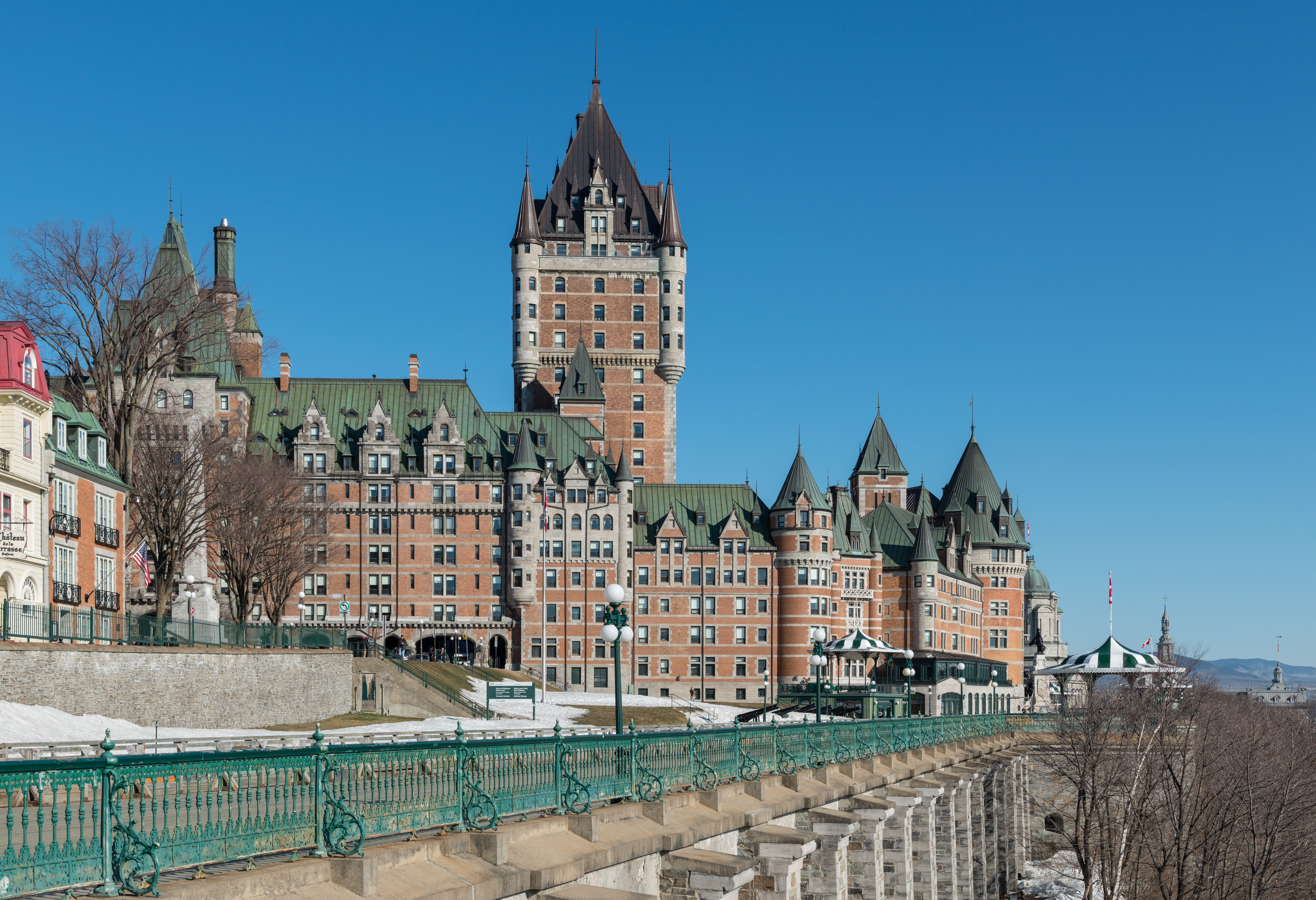
El castillo, visto desde la Terraza Dufferin.
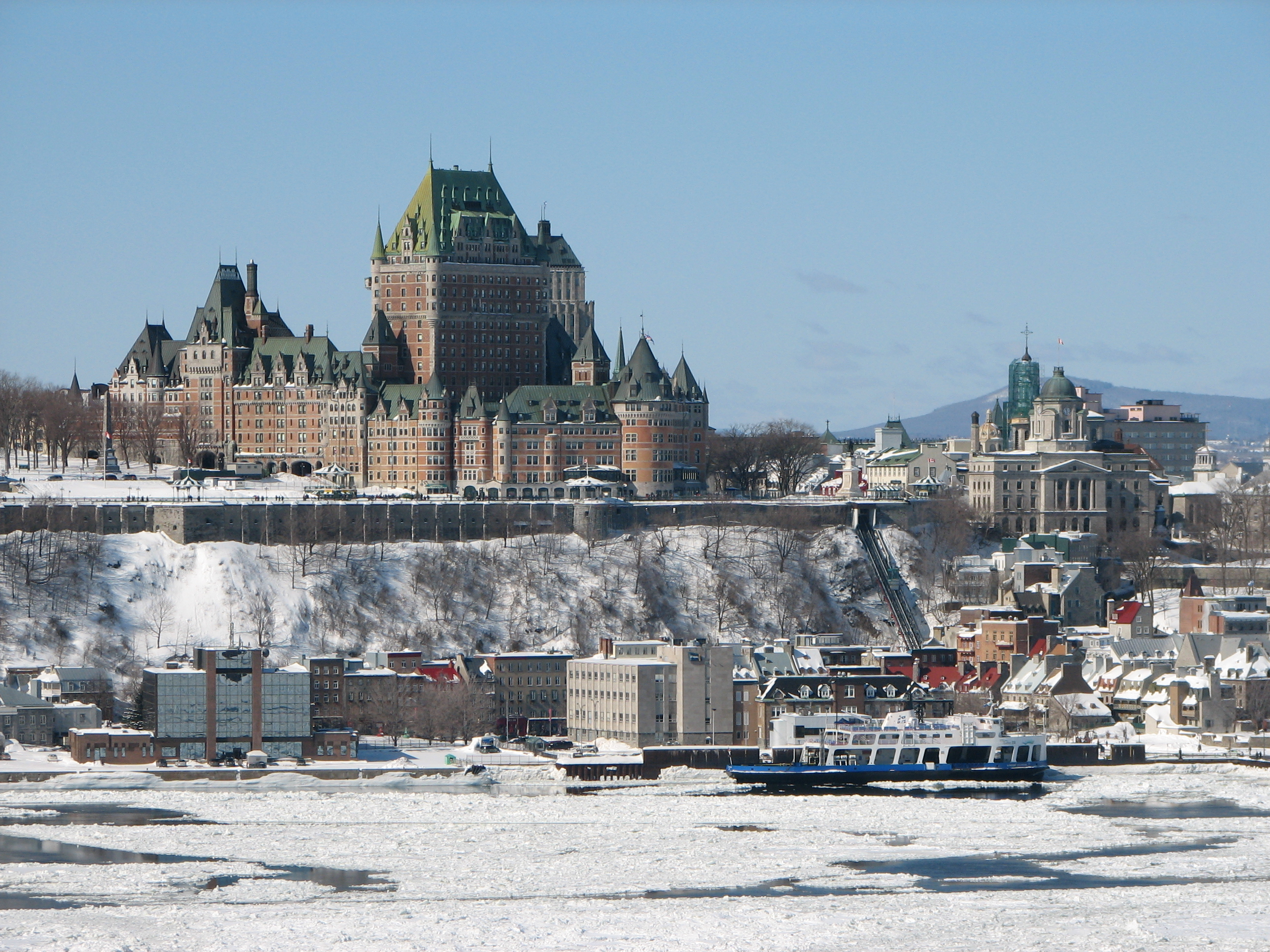
El castillo visto desde la terraza de Lévis.
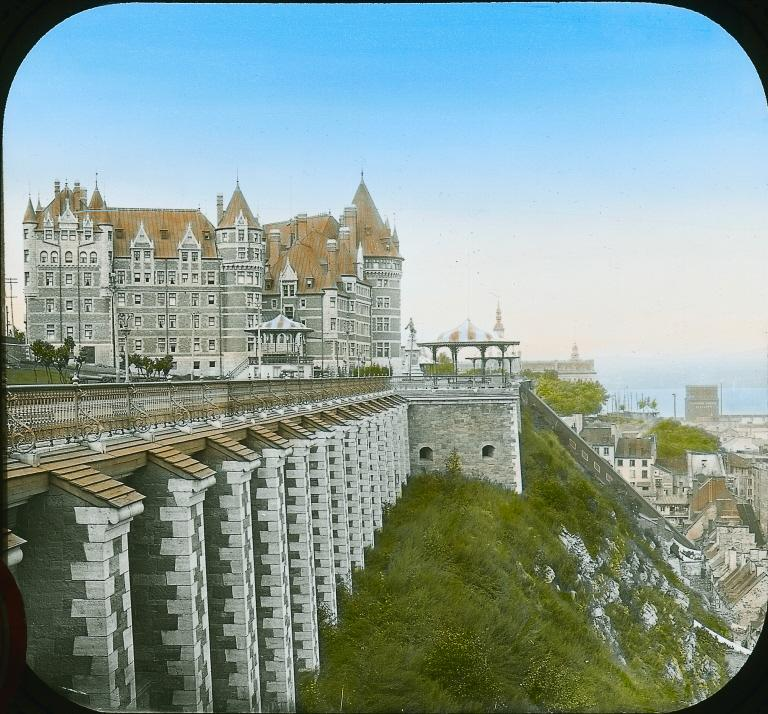
La terraza Dufferin y el Château Frontenac, en 1895.
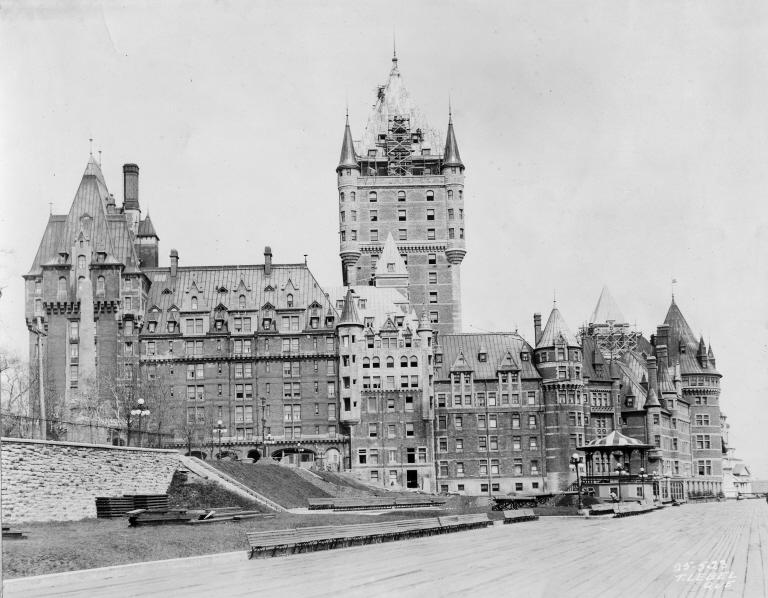
Nueva torre en construcción, 1922-1923.
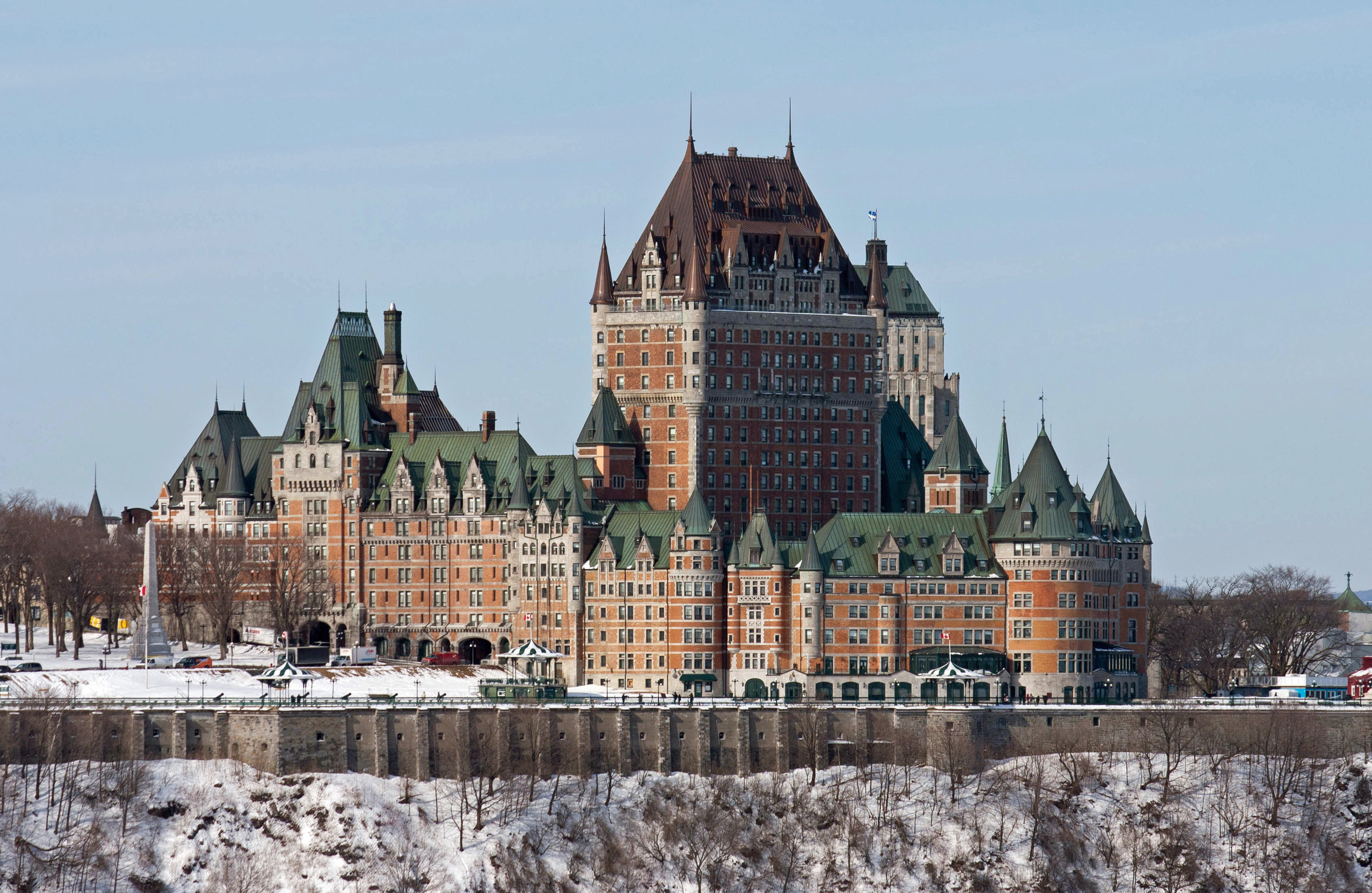
Imagen del castillo cubierto de nieve, 2012.